# Bullaun von Clane
Der Bullaun von Clane ist ein Stein, der sich in einer Stützmauer an der Main Street, unweit der Liffey gegenüber dem alten Franziskanerkloster von Clane im County Kildare in Irland befindet.
Der Stein besteht aus einem großen, rechteckigen Block aus abgewittertem Kalkstein mit einer tiefen schüsselförmigen Vertiefung – dem Bullaun – auf der Oberseite. Er ist vorchristlichen Ursprungs und wahrscheinlich das älteste Artefakt in Clane.
Er ist laut der lokalen Überlieferung mit dem im Ulster-Zyklus erwähnten König Mes Gegra und seinem frühen Tod an der Furt von Clane im 1. Jahrhundert verbunden. Mes Gegra wurde von seinem Gegner Conall Cernach, einem Ulster-Helden, an der Furt zum Kampf gestellt. In dem Duell besiegte Conall Mes Gegra, trennte seinen Kopf am Bullaunstein ab und legte ihn in die Aushöhlung (was sich weitgehend nicht mit der Schilderung im Zyklus deckt). Es wird angenommen, dass Mes Gegra in der Nähe der Brücke an der Flussüberquerung begraben wurde und sein Kopf zusammen mit seiner Frau Königin Buan (die durch den Schock bei der traurigen Nachricht starb) unter dem Hügel bei Mainham.
Die Einheimischen nennen den Bullaun „Warzenstein“ und schreiben dem Regenwasser, das sich in ihm sammelt, heilende Kräfte zu.